# 24 Ore di Spa 1924
La 24 Ore di Spa 1924 è stata la 1ª maratona automobilistica svoltasi sul Circuito di Spa-Francorchamps di Spa, in Belgio, il 20 e 21 luglio 1924.

## Gli Iscritti
| No. | Squadra           | Auto               | Pilota 1               | Pilota 2             |
| --- | ----------------- | ------------------ | ---------------------- | -------------------- |
| 1   | Baertsoen & Bonar | Speedsport Type PE | Jean Baertsoen         | Géo Bonar            |
| 2   |                   | Chevrolet F Super  | J. de Clerq            | van Parijs           |
| 3   |                   | Alfa Romeo RLS     | Jean Haimovici         | Jacques Boyriven     |
| 4   |                   | Bignan 3L          | Jean Martin            | Henri-Julien Matthys |
| 5   |                   | Alfa Romeo RLS     | Marcel Rouleau         |                      |
| 6   |                   | Bignan 3L          | Jacques Edouard Ledure | Boris Ivanovskij     |

| No. | Squadra                  | Auto                              | Pilota 1            | Pilota 2           |
| --- | ------------------------ | --------------------------------- | ------------------- | ------------------ |
| 10  |                          | Chenard & Walcker                 | Frédéric Théllusson |                    |
| 11  | Miesse                   | Miesse                            | Edmond Miesse       | Pouleur            |
| 12  |                          | De Dion-Bouton                    | Humblet             | Lansival           |
| 13  | Chenard & Walcker        | Chenard & Walcker 2-Litre 10/12CV | André Lagache       | André Pisart       |
| 14  |                          | Ballot                            | Freddy Charlier     | René de Buck       |
| 15  |                          | Georges Irat                      | Jean Lasalle        | Malleveau          |
| 16  |                          | Bignan                            | Raymond de Tornaco  | Barthélémy Bruyère |
| 17  |                          | Miesse                            | de Clerq            | Colmat             |
| 18  |                          | Ballot                            | Montjoux            | Pierre Decrose     |
| 19  | Automobiles Georges Irat | Georges Irat                      | Émile Burie         | Amedée Rossi       |
| 20  | Automobiles Bignan       | Bignan 2 Litre Sport              | Henri Springuel     | Maurice Béquet     |
|     |                          | Miesse                            |                     |                    |

| No. | Squadra           | Auto              | Pilota 1          | Pilota 2       |
| --- | ----------------- | ----------------- | ----------------- | -------------- |
| 30  | Chenard & Walcker | Chenard & Walcker | Raymond Glaszmann | Joseph Chavée  |
| 31  |                   | Citroën 10 HP     | Lebouc            | Breurs         |
| 32  |                   | Corre La Licorne  | Albert Colomb     | Louis Balart   |
| 33  |                   | Citroën 10 HP     | Devergnies        | Bombaerts      |
| 34  |                   | Corre La Licorne  | Robert Lestienne  | Fernand Vallon |
| 35  |                   | Citroën 10 HP     | Gheldoff          | Gaucher        |

| No. | Squadra | Auto    | Pilota 1          | Pilota 2        |
| --- | ------- | ------- | ----------------- | --------------- |
| 40  |         | Amilcar | Charles Libovitch | Joseph Reinartz |
| 41  |         | Salmson | Rietveld          | Thys            |
| 42  |         | Amilcar | Roger Roleau      |                 |

## La gara
Un anno dopo la prima 24 Ore di Le Mans, la quale si è tenuta per la prima volta nel 1923, i funzionari del Royal Automobile Club del Belgio hanno deciso di ricreare l'idea di una 24 ore, cominciando, così, a cercare un luogo adatto. Le forze trainanti all'interno del club erano Jules de Their e Henri Langlois Van Ophem. Alla fine, si è deciso di tenere la gara su un percorso di 14,863 km su strade pubbliche tra Francorchamps, Malmedy e Stavelot, dove si disputavano le gare sin dal 1922 e che sarebbe passato alla storia del motorsport come Circuito di Spa-Francorchamps.
Alla gara sono state iscritte 27 vetture in quattro classi da corsa, 26 delle quali hanno preso il via nel pomeriggio del 19 giugno. La classifica generale vede primo vincitore assoluto il belga Henri Springuel e il francese Maurice Béquet su una Bignan 2 litri, davanti al vincitore di Le Mans dell'anno scorso André Lagache e al suo compagno André Pisart su Chenard & Walcker, e davanti al belga Raymond de Tornaco, che ha condiviso un'altra Bignan con Barthélémy Bruyère.

## Risultati

### Classifica finale
I vincitori di ogni classe sono indicati in grassetto.
| Pos | Classe | N° | Team                     | Piloti                                | Telaio                            | Distanza |
| --- | ------ | -- | ------------------------ | ------------------------------------- | --------------------------------- | -------- |
| 1   | 2.0    | 20 | Automobiles Bignan       | Henri Springuel Maurice Béquet        | Bignan 2 Litre Sport              | 1879,992 |
| 2   | 2.0    | 13 | Chenard & Walcker        | André Lagache André Pisart            | Chenard & Walcker 2-Litre 10/12CV | 1866,000 |
| 3   | 2.0    | 16 |                          | Raymond de Tornaco Barthélémy Bruyère | Bignan                            | 1761,000 |
| 4   | 2.0    | 19 | Automobiles Georges Irat | Émile Burie Amedée Rossi              | Georges Irat                      | 1752,000 |
| 5   | 1.5    | 32 |                          | Albert Colomb Louis Balart            | Corre La Licorne                  | 1630,000 |
| 6   | 3.0    | 1  | Baertsoen & Bonar        | Jean Baertsoen Géo Bonar              | Speedsport Type PE                | 1612,000 |
| 7   | 1.5    | 30 | Chenard & Walcker        | Raymond Glaszmann Joseph Chavée       | Chenard & Walcker                 | 1610,000 |
| 8   | 2.0    | 15 |                          | Jean Lasalle Malleveau                | Georges Irat                      | 1608,000 |
| 9   | 2.0    | 12 |                          | Humblet Lansival                      | De Dion-Bouton                    | 1584,000 |
| 10  | 1.5    | 34 |                          | Robert Lestienne Fernand Vallon       | Corre La Licorne                  | 1570,000 |
| 11  | 2.0    | 17 |                          | de Clerq Colmat                       | Miesse                            | 1492,000 |
| 12  | 1.1    | 40 |                          | Charles Libovitch Joseph Reinartz     | Amilcar                           | 1486,000 |
| 13  | 1.5    | 31 |                          | Lebouc Breurs                         | Citroën 10 HP                     | 1365,000 |
| 14  | 1.5    | 33 |                          | Devergnies Bombaerts                  | Citroën 10 HP                     | 1365,000 |
| 15  | 1.5    | 35 |                          | Gheldoff Gaucher                      | Citroën 10 HP                     | 1365,000 |
| 16  | 1.1    | 41 |                          | Rietveld Thys                         | Salmson                           | 1365,000 |
| 17  | 1.1    | 42 |                          | Roger Rouleau                         | Amilcar                           | 1174,000 |
| Rit | 3.0    | 2  |                          | J. de Clerq van Parijs                | Chevrolet F Super                 |          |
| Rit | 3.0    | 3  |                          | Jean Haimovici Jacques Boyriven       | Alfa Romeo RLS                    |          |
| Rit | 2.0    | 10 |                          | Frédéric Théllusson                   | Chenard & Walcker                 |          |
| Rit | 3.0    | 5  |                          | Marcel Rouleau                        | Alfa Romeo RLS                    |          |
| Rit | 2.0    | 11 | Miesse                   | Edmond Miesse Pouleur                 | Miesse                            |          |
| Rit | 2.0    | 18 |                          | Montjoux Pierre Decrose               | Ballot                            |          |
| Rit | 2.0    | 14 |                          | Freddy Charlier René de Buck          | Ballot                            |          |
| Rit | 3.0    | 6  |                          | Jacques Ledure Boris Ivanovskij       | Bignan 3L                         |          |
| Rit | 3.0    | 4  |                          | Jean Martin Henri-Julien Matthys      | Bignan 3L                         |          |
| NA  | 2.0    |    |                          |                                       | Miesse                            |          |

## Statistiche
- Lunghezza percorso – 14,863 km
- Giri totali della squadra vincente – 127
- Media vincente – 78,333 km/h
- Giro più veloce in gara – Freddy Charlier